# Старокутлумбетьевский сельсовет
Старокутлумбетьевский сельсовет — сельское поселение в Матвеевском районе Оренбургской области Российской Федерации.
Административный центр — село Старокутлумбетьево.

## История
9 марта 2005 года в соответствии с законом Оренбургской области № 1904/312-III-ОЗ образовано сельское поселение Старокутлумбетьевский сельсовет, установлены границы муниципального образования.

## Население
| 2010 | 2012 | 2013 | 2014 | 2015 | 2016 | 2017 |
| ---- | ---- | ---- | ---- | ---- | ---- | ---- |
| 618  | ↘595 | ↘582 | ↘562 | ↘548 | ↗552 | ↘537 |
| 2018 | 2019 | 2020 | 2021 |      |      |      |
| ↘536 | ↘534 | ↘510 | ↘489 |      |      |      |

## Состав сельского поселения
| № | Населённый пункт   | Тип населённого пункта       | Население |
| - | ------------------ | ---------------------------- | --------- |
| 1 | Старокутлумбетьево | село, административный центр | ↘489      |